# Leptogenys stuhlmanni
Leptogenys stuhlmanni is een mierensoort uit de onderfamilie van de Ponerinae. De wetenschappelijke naam van de soort is voor het eerst geldig gepubliceerd in 1893 door Mayr.